# Wilma Vinsant
Wilma "Dolly" R. Vinsant Shea (20 de febrer de 1917 - 14 d'abril de 1945) fou una infermera de vol estatunidenca qui serví durant la Segona Guerra Mundial. Fou morta en combat i commemorada més tard pel seu coratge i sacrifici. Fou l'única dona de l'estat de Texas que va acabar morta en acció a Europa durant la Segona guerra mundial.

## Biografia
Vinsant nasqué a San Benito, era filla única i sa mare anteriorment havia sigut una infermera mentre son pare era un veterà de la Primera guerra mundial. Mesurava cinc peus d'alçada i pesava al voltant d'un centenar de lliures. Vinsant assistí i es graduà a San Benito High School. Pel voltant de 1934, va anar a Brownsville Junior College. Rebé el seu certificat d'infermera de l'Hospital John Sealy. Començà a treballar com a infermera de vol per a les tripulacions de Braniff Airways.
L'1 de setembre de 1942, s'allistà com a tinent al Cos d'Infermeria de l'Exèrcit dels Estats Units, entrenant al Camp Swift. Durant les vacances de 1943, s'agafà una baixa laboral i visità els seus pares a casa. Ella complí els requisits per al Cos d'Infermeria d'Evacuació Aèria i es graduà amb la primera classe a Bowman Field, Kentucky. Després de la graduació, va ser col·locada a Anglaterra amb l'Esquadró Mèdic d'Evacuació Aèria 806 i treballà en situacions de combat durant els següents dos anys. Va estar involucrada en el transport de soldats ferits cap als Estats Units d'Amèrica en el Servei d'Evacuació Aèria. A principi de 1945, es va casar amb Walter Shea, un oficial d'operacions de l'exèrcit, a Anglaterra. Vinsant completà la seua perillosa quota de vols i demanà "fer un vol més". El 14 d'abril de 1945, va morir en acció sobrevolant Alemanya. El C-47 Dakota en el qual ella volava s'estavellà prop d'Eschwege.
Vinsant fou l'única dona de Texas i una de dèsset infermeres de vol que foren mortes en combat a Europa durant la guerra. Després de la seua mort, va rebre una citació personal i una condecoració Purple Heart del President dels Estats Units Harry S. Truman. També va rebre la Medalla de l'Aire i la Medalla de la Creu Roja. Fou soterrada al Cementeri americà dels Països Baixos, a Margraten.

## Llegat
El 1949, un hospital de vuitanta-u llits, anomenat Dolly Vinsant Memorial Hospital, obrí a San Benito. L'hospital anomenat així en honor d'ella fou tancat l'octubre de 2007. Més tard, Southwest Key va posar en marxa un refugi per a nens immigrants indocumentats a l'anterior hospital. El retrat de grandària real de Vinsant que un temps penjava a l'hospital encara està desaparegut.
Una organització anomenada en honor d'ella, la fundació Dolly Vinsant Memorial, concedeix beques als estudiants locals interessats en entrar al camp de la medicina. Un premi anual, el premi Wilma "Dolly" Vinsant Infermera de Vol de l'Any és concedit per la Commemorative Air Force (CAF). Qui rep el premi "posen la cura del pacient per damunt d'ells mateixa" i han d'estar involucrats en evacuacions durant el vol i missions d'assistència sanitària.